# Сульконазол
Сульконазол (торгова назва Exelderm) — протигрибковий препарат класу імідазолів. Він доступний у вигляді крему або розчину для лікування шкірних інфекцій, таких як мікоз стопи, стригучий лишай, пахове свербіння і барвистий лишай. Незважаючи на те, що нітрат сульконазолу не використовується в комерційних цілях для боротьби з комахами, він виявляє сильну протипоживну дію на личинки австралійського килимового жука Anthrenocerus australis, які перетравлюють кератин.